# David Birnbaum
Pour les articles homonymes, voir Birnbaum.
David Birnbaum, né le 8 avril 1956 à Montréal, est un journaliste et homme politique canadien anglo-québécois.
Il est député libéral de D'Arcy-McGee à l'Assemblée nationale du Québec de 2014 à 2022.

## Biographie
David Birnbaum termine ses études collégiales au Collège Dawson en 1975 puis obtient un baccalauréat en journalisme de l'Université Concordia en 1982. Il travaille ensuite une année comme journaliste pour le quotidien montréalais de langue anglaise The Gazette.
Il entame ensuite une carrière dans l'administration de différents organismes anglophones, juifs ou protestants de l'ouest de Montréal. De 1983 à 1989, il est chargé des communications à la Commission des écoles protestantes du Grand Montréal. Jusqu'en 1998, il sera ensuite le directeur général du lobby Alliance Québec, un groupe de défense des intérêts des anglo-québécois. De 1999 à 2004, il est directeur général du Congrès juif canadien (division Québec). De 2004 et 2014, il est directeur de l'Association des commissions scolaires anglophones du Québec.
Le 7 mars 2014, le Parti libéral du Québec annonce qu'il deviendra candidat à l'élection générale québécoise de 2014 dans la circonscription de D'Arcy-McGee. Il est élu le 7 avril 2014 et réélu en 2018. Il est adjoint parlementaire du ministre de l’Éducation et de l'Enseignement supérieur du 3 février 2016 au 24 février 2016 et de la ministre responsable de l’Enseignement supérieur du 24 février 2016 au 23 août 2018.
Le 11 avril 2022, il annonce qu'il ne se représentera pas pour un nouveau mandat lors des élections générales québécoises de 2022.

## Résultats
|                                                                                               | Nom                      | Parti              | Nombre de voix | %      | Maj.   |
| --------------------------------------------------------------------------------------------- | ------------------------ | ------------------ | -------------- | ------ | ------ |
|                                                                                               | David Birnbaum (sortant) | Libéral            | 19 085         | 74,3 % | 17 224 |
|                                                                                               | Jean-Claude Kumuyange    | Québec solidaire   | 1 861          | 7,2 %  | -      |
|                                                                                               | Mélodie Cohn             | Coalition avenir   | 1 643          | 6,4 %  | -      |
|                                                                                               | Yaniv Loran              | Conservateur       | 1 153          | 4,5 %  | -      |
|                                                                                               | Jérémie Alarco           | Vert               | 837            | 3,3 %  | -      |
|                                                                                               | Eliane Pion              | Parti québécois    | 657            | 2,6 %  | -      |
|                                                                                               | Leigh Smit               | NPD Québec         | 368            | 1,4 %  | -      |
|                                                                                               | Diane Johnston           | Marxiste-léniniste | 77             | 0,3 %  | -      |
| Total                                                                                         | Total                    | Total              | 25 681         | 100 %  |        |
| Le taux de participation lors de l'élection était de 46,6 % et 265 bulletins ont été rejetés. |                          |                    |                |        |        |

|                                                                                               | Nom              | Parti            | Nombre de voix | %      | Maj.   |
| --------------------------------------------------------------------------------------------- | ---------------- | ---------------- | -------------- | ------ | ------ |
|                                                                                               | David Birnbaum   | Libéral          | 26 983         | 92,2 % | 26 267 |
|                                                                                               | Elizabeth Smart  | Coalition avenir | 716            | 2,4 %  | -      |
|                                                                                               | Suzanne Dufresne | Québec solidaire | 604            | 2,1 %  | -      |
|                                                                                               | Eliane Pion      | Parti québécois  | 524            | 1,8 %  | -      |
|                                                                                               | Abraham Weizfeld | Vert             | 454            | 1,6 %  | -      |
| Total                                                                                         | Total            | Total            | 29 281         | 100 %  |        |
| Le taux de participation lors de l'élection était de 72,1 % et 184 bulletins ont été rejetés. |                  |                  |                |        |        |